# Zdolbuniv
Zdolbuniv (ukrainska: Здолбунів uttal (fil)), är en stad i Rivne oblast i nordvästra Ukraina. Staden, som för första gången nämns år 1497, hade 24 693 invånare år 2014.
Under andra världskriget mördades stadens judiska minoritet.